# Jean Panhard
Pour les articles homonymes, voir Panhard (homonymie).
Jean Panhard, né le 12 juin 1913 à Paris et mort le 16 juillet 2014 à Meaux, fut directeur général de Panhard, de 1949 à 1967 puis président de la société de Construction Mécaniques Panhard-Levassor jusqu'en 1981.

## Biographie
Ancien élève de l'École polytechnique (X33), il est le fils de Paul Panhard, neveu de René, fondateur de la marque automobile du même nom.
Il est président du comité du Salon de l'automobile de 1967 à 1988.
Il est président de l'Automobile Club de France de 1977 à 1989 et de la chambre syndicale des constructeurs automobiles de 1979 à 1982.

## Distinctions
- Commandeur de la Légion d'honneur
- Commandeur de l'ordre national du Mérite
- Officier de l'ordre des Arts et des Lettres
- Médaille d'honneur du travail, argent